# Герб Ростова Великого
Герб Ростова Великого — один из официальных символов городского поселения Ростов и города Ростова Великого Ярославской области России наряду с флагом.
Впервые известное изображение оленя в качестве эмблемы города появилась в XVII веке на покровце трона царя Михаила Фёдоровича, созданном после 1626 года. Ростовский олень был включён в «Знамённый гербовник», утверждённый императрицей Анной Иоанновной в 1730 году.
Исторический герб Ростова был впервые официально утверждён 31 августа (11 сентября) 1778 года императрицей Екатериной II вместе с другими гербами городов Ярославского наместничества: «В червлёном поле олень серебряный; рога, грива и копыта золотые».
В советский период исторический герб Ростова в официальных документах не употреблялся. 27 декабря 2001 года был утверждён герб Ростовского муниципального округа Ярославской области, использовавшийся и как герб составляющих его города Ростова и Ростовского района. Герб Ростовского муниципального округа был внесён в Государственный геральдический регистр Российской Федерации под № 880.
В результате осуществления муниципальной реформы единое муниципальное образование Ростовский муниципальный округ было разделено на городское поселение Ростов и Ростовский муниципальный район. Решением Муниципального совета от 9 ноября 2006 года № 59 «Об утверждении герба городского поселения Ростов Ярославской области» герб округа стал гербом городского поселения Ростов. Номер герба Ростова в Государственном геральдическом регистре остался прежним.

## Описание
В червлёном (красном) поле серебряный олень, рога, грива и копыта золотые.— Положение о гербе муниципального образования городское поселение Ростов Ярославской области
Герб может воспроизводиться в двух равнодопустимых версиях: без короны и со статусной территориальной короной. Версия с короной применяется после принятия Геральдическим советом при Президенте Российской Федерации порядка включения в гербы муниципальных образований изображения статусных территориальных корон. Воспроизведение герба допускается в многоцветном, одноцветном, и одноцветном с использованием условной штриховки для обозначения цветов, вариантах.

## Символика
Обоснование символики: 

За основу герба городского поселения Ростов взят исторический герб города Ростова Ярославского наместничества, утверждённый 31 августа 1778 года (по старому стилю), подлинное описание которого гласит: «Въ червленномъ полѣ олень серебряный, рога, грива и копыта золотыя». Использование современным городом исторического герба символизирует непрерывность истории развития города, местных жителей, которые хранят и продолжают славные традиции, заложенные многими поколениями предков.
Статусная корона украшенная каменьями показывает, что Ростов в прошлом был княжеской столицей.
Золото — символ богатства, стабильности, уважения, тепла, интеллекта, великодушия. Серебро — символ чистоты, совершенства, мира и взаимопонимания. Красный цвет — символ мужества, силы, жизнеутверждающей энергии, праздника и красоты.— Положение о гербе муниципального образования городское поселение Ростов Ярославской области. Ст. 3.3.

## История

### Ранние эмблемы
Наиболее ранними ростовскими эмблемами можно считать изображения на монетах Ростовского княжества конца XIV — начала XV веков. На разных монетах изображались: человек или только его голова, иногда в шапке, с секирой, мечом, копьём, щитом, саблей, духовым инструментом или кошелём в руках; два человека друг к другу лицом; четвероногий зверь, иногда головой назад к хвосту в форме трилистника, и т. п., а также тамги ростовских князей.
Кроме того, распространённым сюжетом являлся стоящий человек с секирой перед деревом, на котором на некоторых монетах сидит птица, под деревом лежит человеческая голова. Иногда голова или личина повторяется в круговой легенде с именем князя. На реверсе изображалась человеческая голова в фас внутри круговой легенды. В. Л. Янин толковал данное изображение как предупреждение фальшивомонетчикам. И. В. Волков и Н. В. Чекунин считают его трансформацией изображения с английского нобля, который также служил образцом для «корабельника» Ивана III.
Г. А. Фёдоров-Давыдов видел в нём иллюстрацию к евангельской проповеди Иоанна Предтечи о приближении Царства Небесного: «Уже и секира при корне дерев лежит: всякое дерево, не приносящее доброго плода, срубают и бросают в огонь» (Мф. 3:10). По его мнению, композиция заимствована с византийских иллюстраций Евангелия. Сходные изображения с середины XV века встречаются на иконах. Изображение на реверсе в таком случае является отрубленной головой Иоанна. Похожие сюжеты присутствуют и на монетах других княжеств, однако широко распространены они были именно в Ростове. По мнению С. В. Сазонова и Д. Б. Ойнаса, данный сюжет мог появиться и закрепиться на монетах как указание на объединяющую роль Ростовской епархии (в летописях упоминается храм Иоанна Предтечи — домовая церковь ростовских иерархов на епископском дворе) в Ростовском княжестве, разделённом с начала XIV века на два княжеских удела — Сретенскую и Борисоглебскую стороны (но монеты имели хождение в обеих частях). По предположению этих авторов, птица на дереве, в соответствие с христианской символикой, могла символизировать отлетевшую душу казнённого Иоанна.

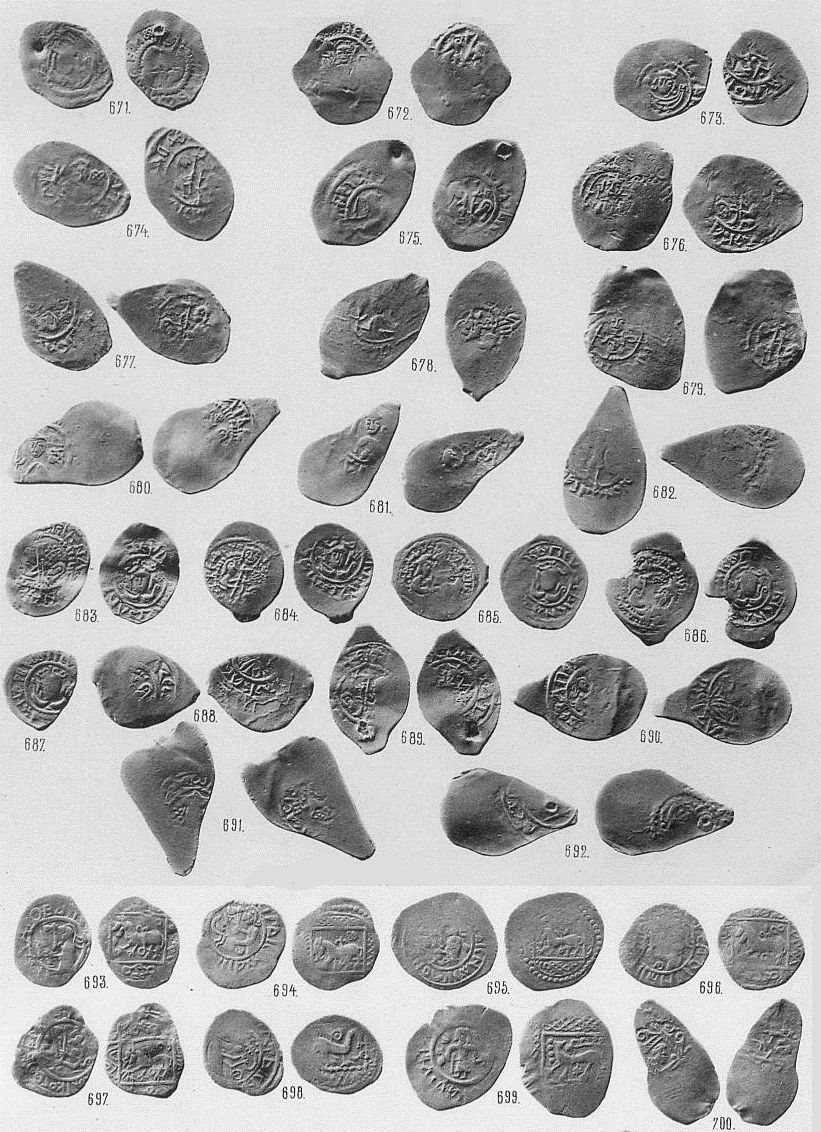
Монеты Ростовского княжества
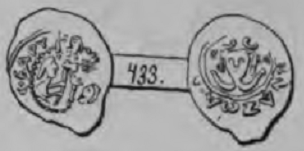
Монета с человеком с секирой перед деревом и головой
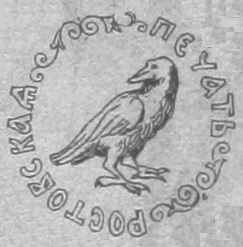
«Печать Ростовская» на большой государственной печати царя Ивана IV Грозного 1583 года

На большой государственной печати Ивана IV Грозного 1583 года среди 24 печатей городов и земель российских была представлена и «печать Ростовская» на которой птица вправо. По предположению Н. А. Соболевой, это орёл. С. В. Сазонов и Д. Б. Ойнас отмечают искушение отождествить эту птицу с птицей на ростовских монетах, однако указывают, что никаких оснований для этого нет. По их мнению, эмблемы на печати Ивана Грозного происходят не из местных традиций, а являются отображением неких идей, искусственно «наложенных» на определённые территории, соответственно, толковать ростовскую эмблему следует в рамках христианской символики, в которой птица обозначала человеческую душу, жаждущую Бога. Если принять птицу за орла, то можно предположить, что он мог символизировать архиерея, заботящегося о своей пастве, как орёл о своих птенцах.

### Гипотезы появления современной эмблемы
В краеведческой и популярной литературе, например в работах Н. Н. Сперансова, М. Н. Тюниной и М. Б. Сударушкина, часто предполагается, что олень, на впервые зафиксированном в начале XVII века гербе Ростова, отражает важное значение этого животного для прежних обитателей Ростовской земли. Утверждается также, что в окрестностях города некогда существовал культ этого животного, в доказательство чего приводятся упоминания оленя в местном фольклоре. По «Хлебниковскому летописцу», известному по пересказу А. Я. Артынова и считающемуся его фальсификацией, деревня Оленино Ростовского уезда получила своё название благодаря тому, что когда князь Владимир Святославич был в Ростове, он убил около деревни оленя, которого «изобразил на печати, данной ростовским купцам для свободной торговли по всем русским городам». Летописных сведений о том, что этот князь хотя бы посещал Ростов нет.
С. В. Сазонов и Д. Б. Ойнас отмечают, что такое прямое толкование не применимо к эмблемам XVII века с его склонностью показывать реалии иносказательно, особенно если речь об их использовании в качестве символов. По их мнению, утверждение о большой роли оленей в жизни ростовцев звучит «анекдотично», а предположение о влиянии культа оленя не подкреплено фактами и не учитывает ментальности того времени, кроме того оно опровергается использованием эмблемы церковными властями Ростова уже в конце XVII века. По мнению С. В. Сазонова и Д. Б. Ойнаса, возможно предположить эволюцию ростовской эмблемы от птицы к оленю, так как оба животных в христианской символике, в том числе и в искусстве Ростова, могли рассматриваться как «олицетворение души, жаждущей Бога и борющейся с соблазнами», однако олень делал это более однозначно.
Олень также изображён на другой русской эмблеме, известной начиная с Большой печати Ивана Грозного XVI века, — гербе Нижнего Новгорода, однако на нём он обычно изображается красным. На печати Ивана Грозного олень представал также на символе княжества Кондинского, но в дальнейшем изображение было изменено.

### Ранние версии современной эмблемы
Современная эмблема Ростова встречается с XVII века. Первое известное её изображение находится среди окружающих государственный герб 12 территориальных печатей (эмблем), вышитых серебром и золотом на покровце (завесе, пелене) задней спинки (прислоне) трона царя Михаила Фёдоровича:279—280:VII, созданном после 1626 года, вероятно, в 1627—1629 годах (в 1682 году он переделан в двойной трон царей Ивана и Петра Алексеевичей:279; в других источниках аналогичное изображение указывается как саадачный покровец Михаила Фёдоровича или из Большого наряда Алексея Михайловича 1673 года). Олень на этой эмблеме идёт вправо относительно зрителя.
Далее изображения «еленя» как символа титульного Ростовского княжества встречается на золотой тарелке царя Алексея Михайловича 1675 года и на гербовом знамени, сделанном в 1666—1678 годах по приказу этого царя. Во втором случае олень уже повёрнут влево относительно зрителя, как на современном гербе, что считается нормой в геральдике.

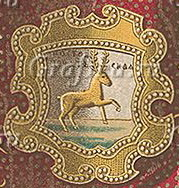
Печать Ростовская на покровце (завесе) спинки трона XVII века. Рисунок XIX века
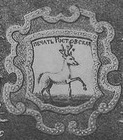
Печать Ростовская на покровце на саадак XVII века. Рисунок XIX века
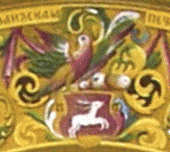
Печать княжества Ростовского на тарелке царя Алексея Михайловича 1675 года. Рисунок XIX века
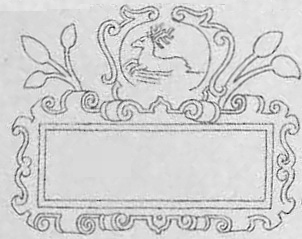
Герб княжества Ростовского на гербовом знамени царя Алексея Михайловича 1666—1678 годов

В 1672 году в царствование Алексея Михайловича был составлен так называемый «Царский титулярник», который часто называется первым русским гербовником. В него были включены эмблемы 33 титулярных русских земель, в том числе гербовая эмблема Ростова. В изображении «Титулярника» у ростовского оленя появилась длинная лошадиная грива и ошейник; возможно, что это вызвано распространением европейской геральдической традиции. Такое же неестественное изображение оленя было размещено на эскизе русской государственной печати в «Дневнике путешествия в Московию» 1698—1699 годов немецкого дипломата И.-Г. Корба:280—281:VII—VIII.

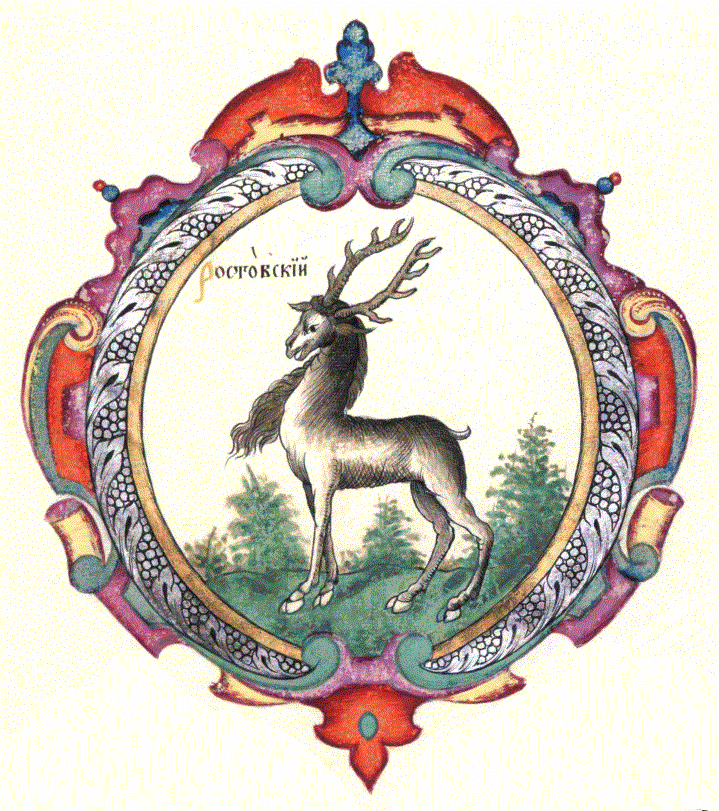
Эмблема княжества Ростовского из большого Царского титулярника 1672 года
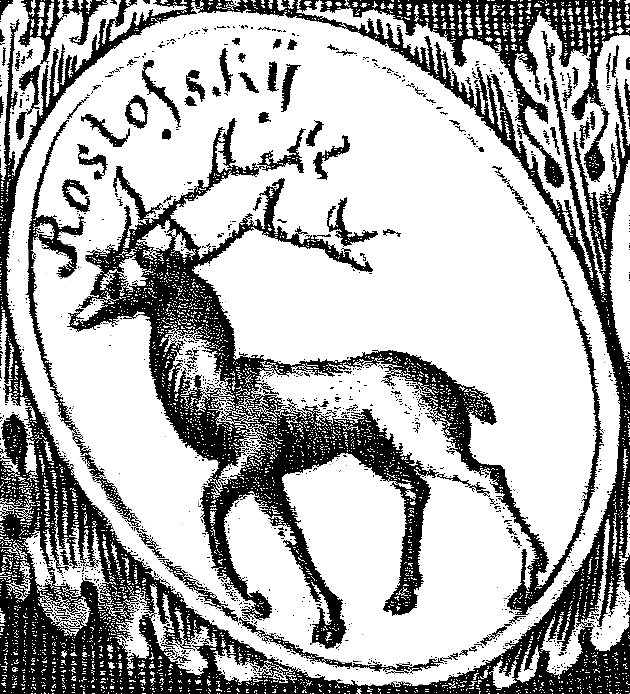
Печать княжества Ростовского из дневника И.-Г. Корба 1698—1699 годов[3][14]:таб. XVII[15]:XI
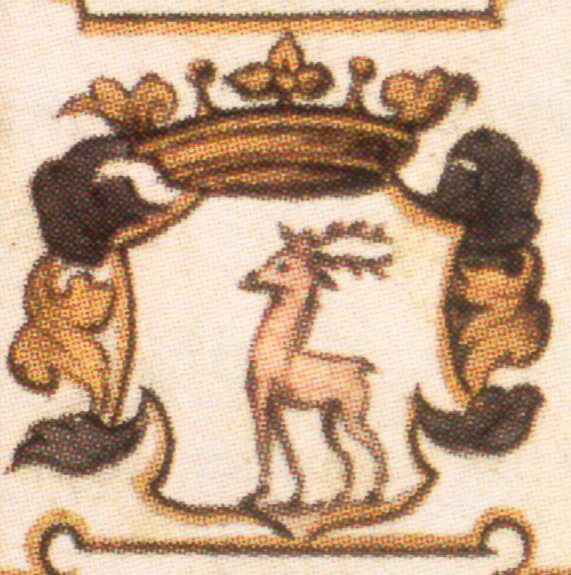
Титульный герб княжества Ростовского на жалованной грамоте Петра I канцлеру Г. И. Головкину 1711 года

Прапор с оленем при ростовском митрополите Иоасафе (Лазаревиче) (1691—1701) возвышался над часобитной башней Ростовского архиерейского дома, что является первым зафиксированным использованием эмблемы в самом Ростове. По мнению С. В. Сазонова и Д. Б. Ойнаса, прапор опять же мог символизировать человеческую душу, находящуюся между небом и землёй и опирающуюся на церковь.
В 1711—1712 годах по решению царя Петра I на ротных знамёнах полков стали размещаться эмблемы тех городов, где они были расквартированы. Эмблемы помещались в крыже — верхнем углу знамени у древка. На ротных знамёнах Ростовских полков на синем полотнище был изображён золотой олень на золотом подножии (в отличие от Титулярника 1672 года — естественный).

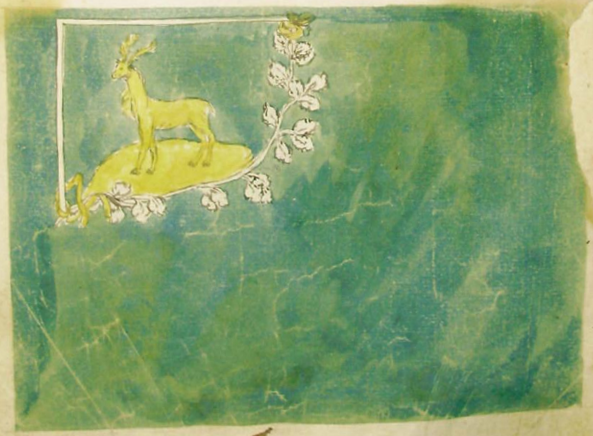
Ротное знамя Ростовских полков 1712 года. Рисунок начала XVIII века[30]:149
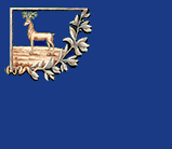
Современный рисунок
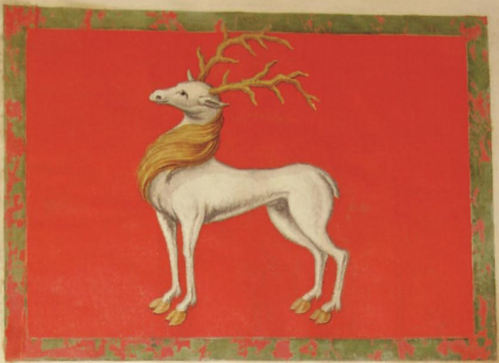
Проект знамени Ростовских полков Ф. М. Санти 1724—1727 годов[30]:201
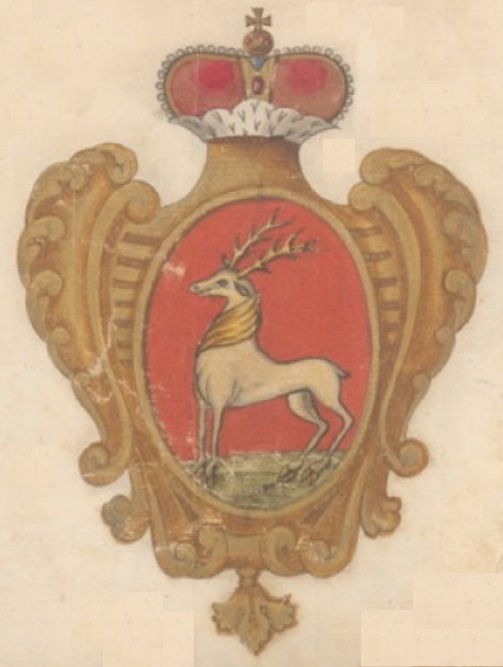
Эмблема из «Знамённого гербовника» 1730 года
Современная веб-оптимизированная версия, подготовленная Ю. Калинкиным[16]
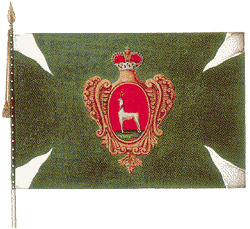
Знамя Ростовских полков 1731 года

В 1724—1727 годах товарищ герольдмейстера Ф. М. Санти вёл работу по упорядочиванию и приведению в соответствие с европейскими геральдическими стандартами символов российских городов и областей для последующего изображения их на знамёнах полков, приписанных к этим городам:IX. До того как был отстранён от должности и сослан, Санти успел составить рисунки и описания 30 знамён, в том числе ростовского. Ростовский олень в исполнении Санти был включён:127 в утверждённый 8 (19) марта 1730 года императрицей Анной Иоанновной «Знамённый гербовник»:299:XVI:132—133. Его описание: «Белый олень, каков сделал Санти — рога и копыта жёлтые, под ним земля зелёная, поле красное»:293:XV:127. Герб венчала княжеская шапка. Земельные гербы размещались на армейских знамён до царствования Павла I (1796—1801).

### Герб уездного города
Несмотря на местную потребность в городских символах и то, что некоторые попытки внедрить гербы в городскую жизнь принимались ещё Петром I, процесс этот по различным причинам шёл медленно. В некоторых городах местные власти начали использовать геральдические эмблемы не дожидаясь указов сверху. Канцелярист Ростовской воеводской канцелярии Пётр Андронов купил на ярмарке «у приезжего из других городов продавца» печатный лист, «на котором показана персона государыни императрицы Анны Иоанновны и около тое персоны разных городов гербы, в том числе герб города Ростова, в подобие еленя». На основе этого изображения в 1743 году была изготовлена печать и таким образом эмблема вошла во внитригородское употребление. Когда в 1761—1762 годах Шляхетский корпус разослал по городам анкету, в которой в том числе спрашивалось о наличии герба, только 3 города Московской губернии из 65 ответили утвердительно: Ростов, Углич и Ярославль.
Городской герб Ростова был впервые утверждён официально в 1778 году императрицей Екатериной II вместе с другими гербами городов Ярославского наместничества: «В червлёном поле олень серебряный; рога, грива и копыта золотые». Закон № 14765 в «Полном собрании законов Российской империи» датирован 20 июня (1 июля) 1778 года, но на приложенных к нему рисунках гербов дата утверждения гербов обозначена как 31 августа (11 сентября) 1778 года, из текста видно, что 20 июня Сенат только решил поднести гербы на «высочайшую конфирмацию» императору. Автором гербов Ярославского наместничества стал товарищ герольдмейстера И. И. фон Энден:XVIII. Изображение герба несколько отличалось от полковой эмблемы 1730 года — олень в новом гербе не имел зелёного подножия. Большинство городов Ярославского наместничества в утверждённых гербах получили как неотъемлемую часть композиции медведя с секирой с ярославского герба, исключение было сделано только для Ростова и Углича:XVIII, у которых существовали старые эмблемы:XVIII.

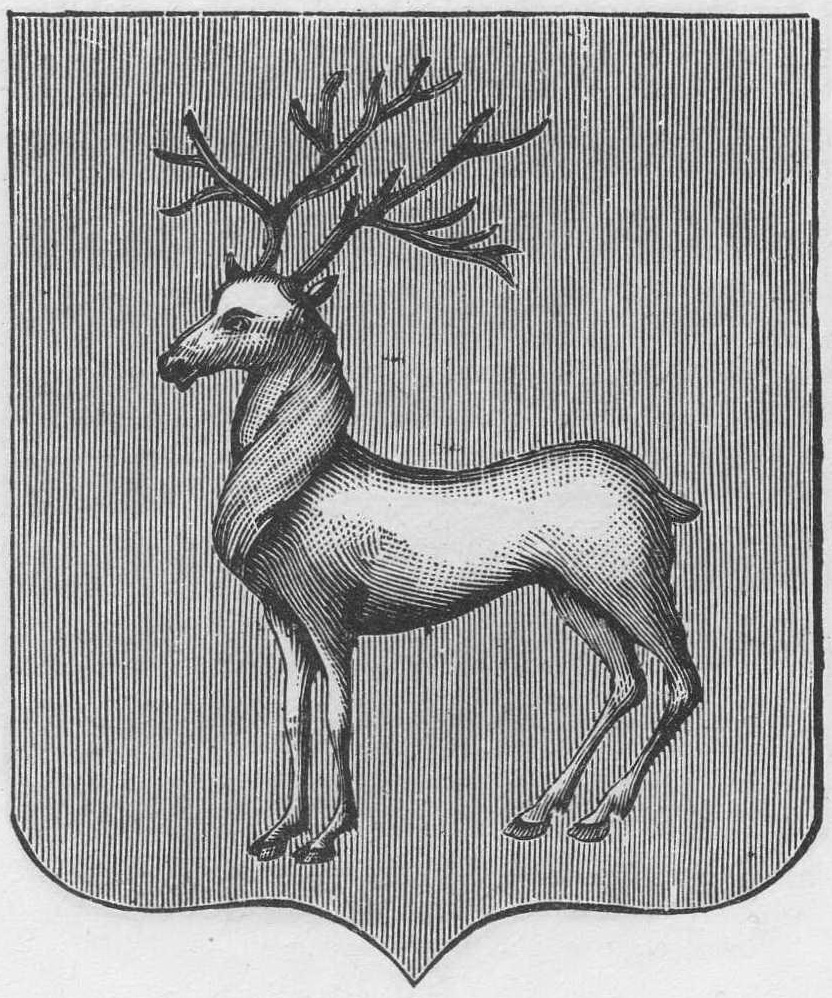
Герб Ростова 1778 года. Рисунок 1843 года
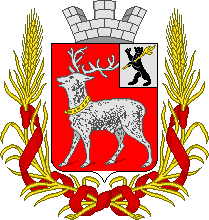
Современная реконструкция герба по указу 1857 года, выполненная Ю. Калинкиным

В 1857 году указом императора Александра II была утверждена оригинальная система украшений городских гербов, разработанная начальником Гербового отделения Департамента герольдии Б. В. фон Кёне. Согласно этой системе, в вольной части герба Ростова должен был помещаться герб Ярославской губернии, принятый в 1856 году. Как и остальные города губернии, Ростов получал однотипные украшения для гербов: серебряную башенную корону о трёх зубцах как символ уездного города и два золотых ко́лоса как символ преобладания в губернии сельского хозяйства, соединённых Александровской лентой (красной муаровой), напоминавшей об ордене Святого Александра Невского, которым отмечались заслуги за гражданскую службу Отечеству:XXV—XXVII. Проект герба Ростова был разработан в 1863 году — «в червленом щите серебряный олень с золотым ошейником», но по ряду причин, как и гербы других городов, так и не был опубликован или разослан на места в своё время, оставшись неизвестным.

### В СССР и современной России
В советский период исторический герб Ростова в официальных документах не употреблялся, хотя неофициальное его использование продолжалось. В современной России началось возрождение местной символики.
Решением Думы Ростовского муниципального округа № 73 от 27 декабря 2001 года был утверждён герб этого округа Ярославской области, использовавшийся и как герб составляющих его города Ростова и Ростовского района: «В червленом поле серебряный олень, рога, грива и копыта золотые». За основу герба был взят исторический герб уездного города Ростова Ярославской губернии. Реконструкция была произведена представителями «Союза геральдистов России»: собственно реконструкция — Константин Мочёнов (Химки), художник — Роберт Маланичев (Москва), компьютерный дизайн — Сергей Исаев (Москва), обоснование символики — Кирилл Переходенко (Конаково). Герб Ростовского муниципального округа был внесён в Государственный геральдический регистр Российской Федерации под № 880. Варианты изображения:

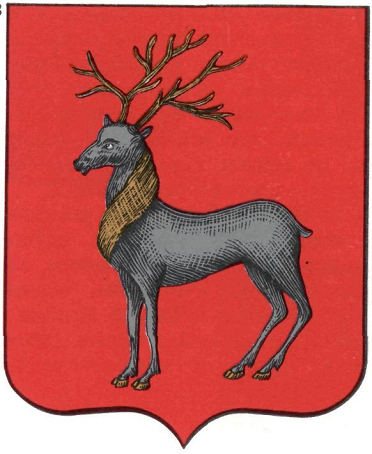
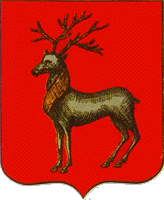
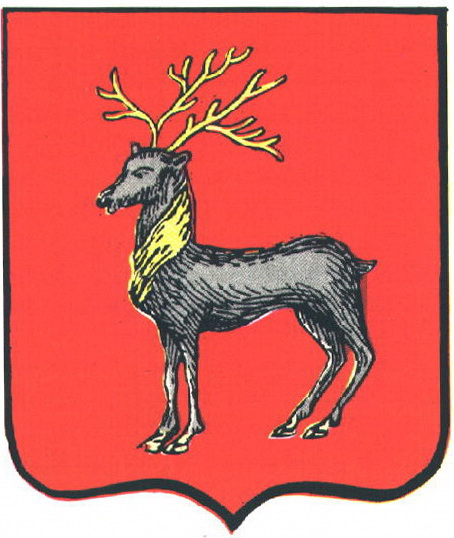
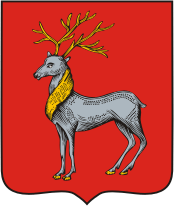
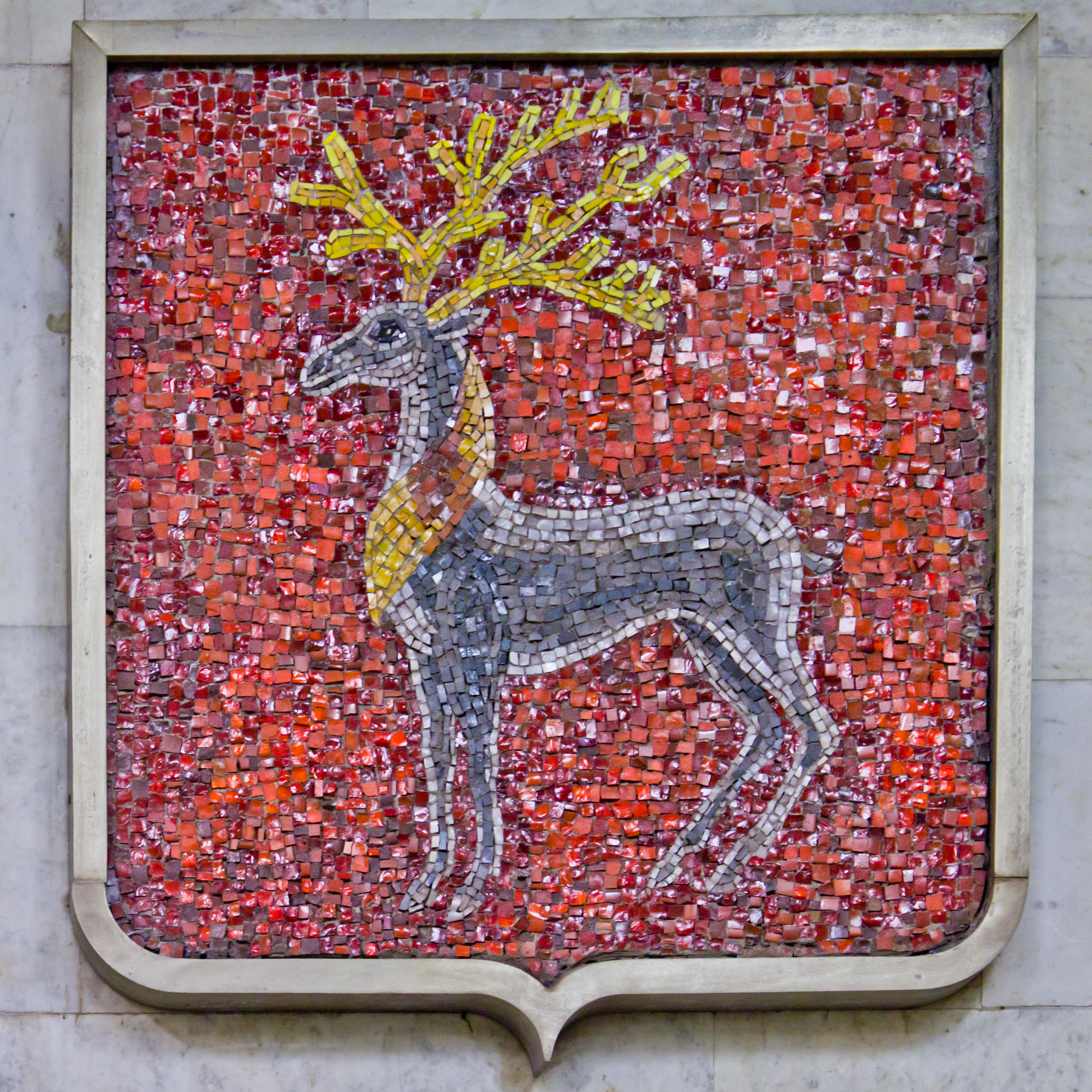
Герб Ростова на мозаичном фризе станции метро Свиблово в Москве

В результате осуществления муниципальной реформы единое муниципальное образование Ростовский муниципальный округ было разделено на городское поселение Ростов и Ростовский муниципальный район. В соответствии со статьёй 9 Федерального закона от 6 октября 2003 года № 131-ФЗ «Об общих принципах организации местного самоуправления в Российской Федерации» и статьёй 9 Устава городского поселения Ростов для каждого из этих образований должны были быть приняты свои символы. Муниципальный совет городского поселения Ростов решил считать герб Ростовского округа гербом городского поселения Ростов. Это было закреплено решением Муниципального совета от 9 ноября 2006 года № 59 «Об утверждении герба городского поселения Ростов Ярославской области», в котором утверждалось новое положение о гербе. Описание герба и обоснование символики в нём не изменились. Номер в Государственном геральдическом регистре остался прежним.

## На других символах
До падения российской монархии продолжалось использование ростовской эмблемы как титульного герба княжества Ростовского, прежде всего на большом (полном) гербе Российской империи. В проекте «Полного герба Всероссийской империи» Павла I 1800 года дано следующее описание: «Имеет в алом поле серебряного стоящего оленя с золотыми рогами, с золотою гривою и золотыми копытами на ногах». Официально титульные гербы были утверждены императором Александром II 11 (23) апреля 1857 года; описание ростовского герба: «В червленом поле серебряный олень, с золотым ошейником». Герб княжества Ростовского изображался также на гербах дворянских родов, которые произошли от ростовских князей: Щепиных-Ростовских, Касаткиных-Ростовских и Лобановых-Ростовских:381.

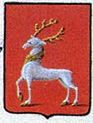
Титульный герб княжества Ростовского из проекта «Полного герба Всероссийской империи» 1800 года
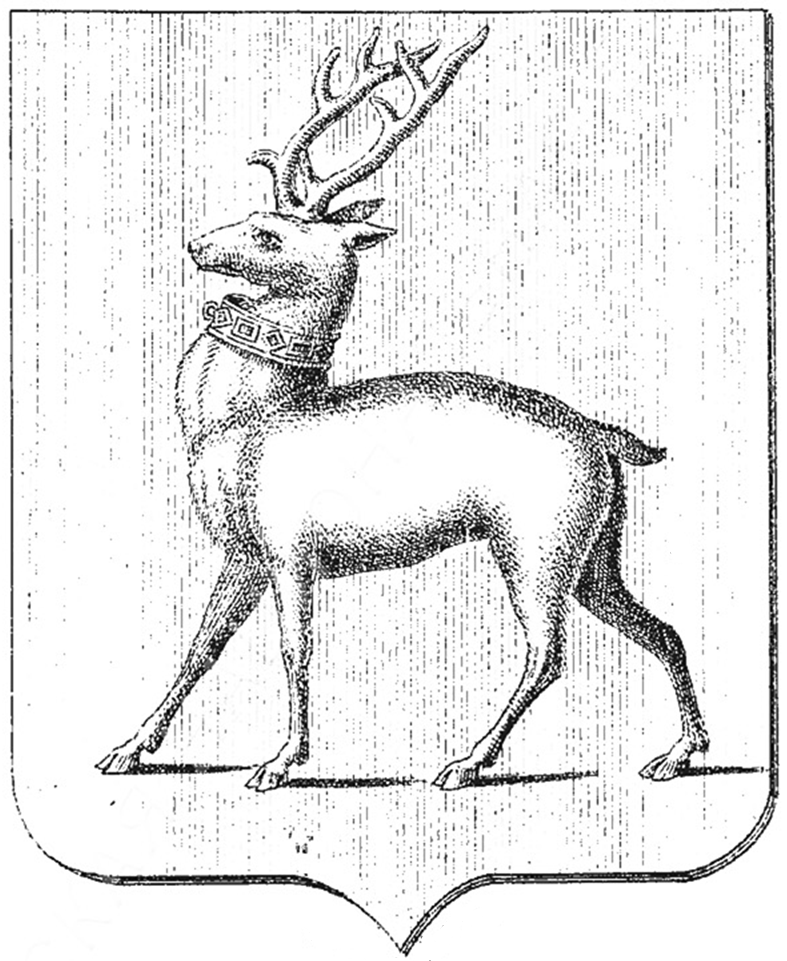
Титульный герб княжества Ростовского, утверждённый в 1857 году
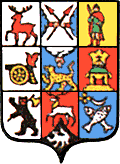
Среди гербов «княжеств и областей великороссийских» на Большом гербе Российской империи[43]. Современная реконструкция Р. И. Маланичева
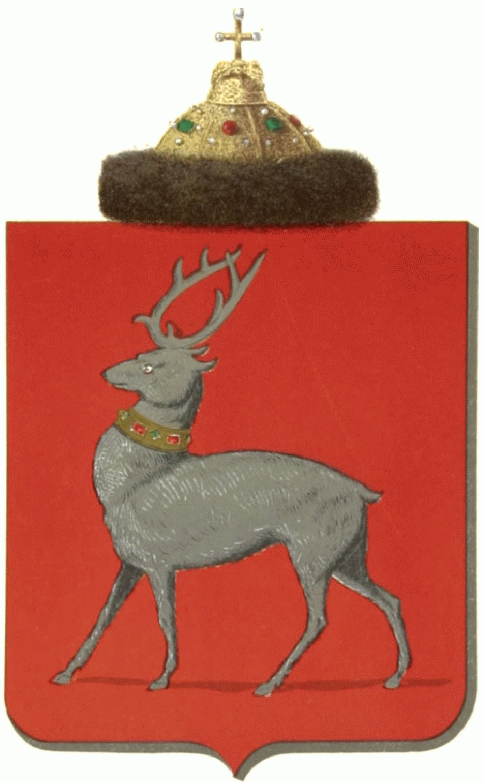
Титульный герб княжества Ростовского из книги «Гербовник Всероссийского дворянства» 1906 года[44]. Щит венчает шапка Мономаха
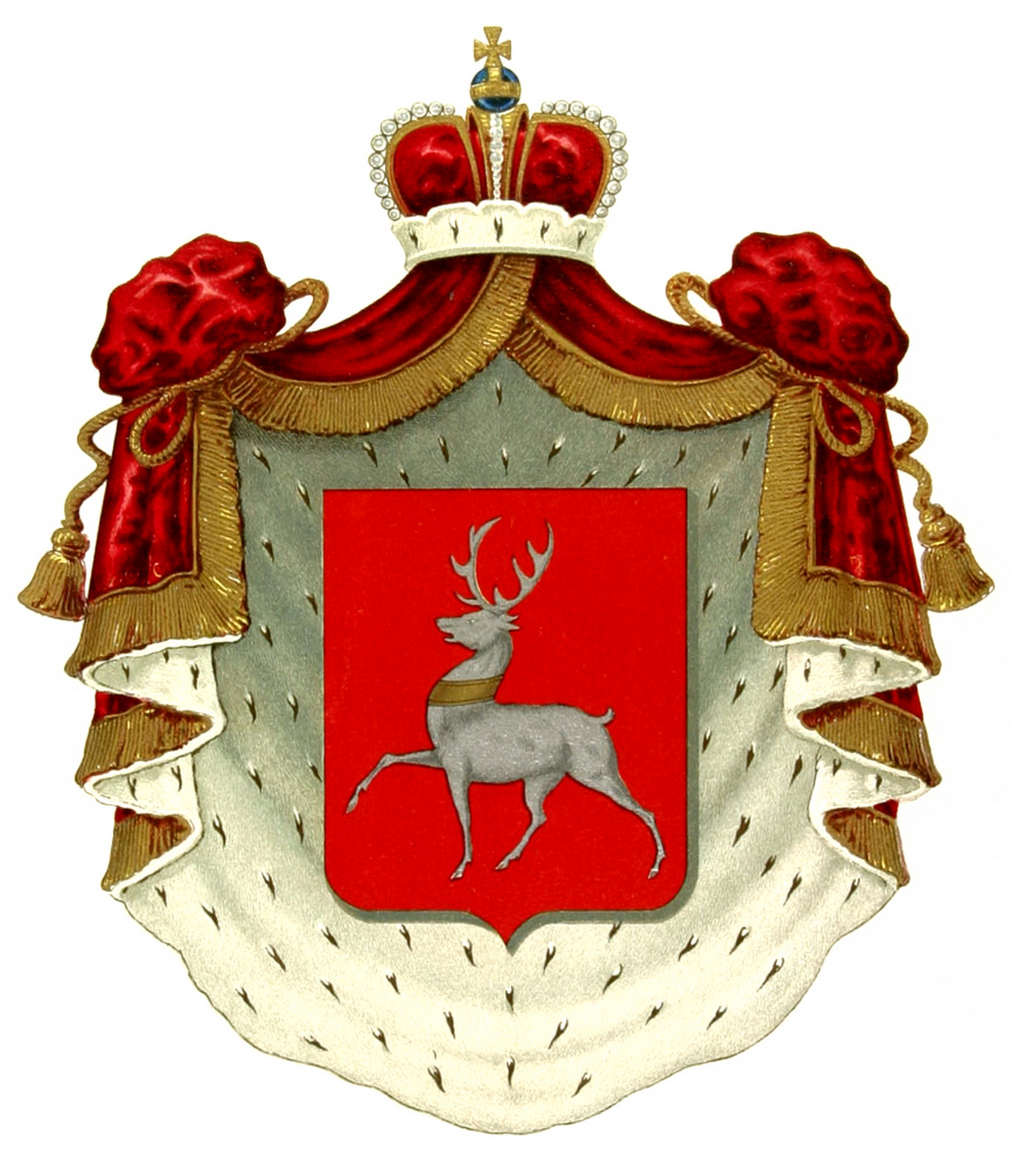
Герб Щепиных-Ростовских
Герб Касаткиных-Ростовских и Лобановых-Ростовских[44]

Вместе с гербом в 2001 году был утверждён и флаг Ростовского муниципального округа, который в 2006 году также был оставлен за городским поселением Ростов.
В связи с передачей герба Ростовского муниципального округа 2001 года городскому поселению Ростов, 28 ноября 2006 года думой Ростовского муниципального района был утверждён новый районный герб. Его описание: «В червлёном (красном) поле стоящий на зелёной земле серебряный олень, рога, грива и копыта золотые». Герб района, как и герб города, был создан на основе исторического герба Ростова и отличается от него тем, что серебряный олень стоит в нём на зелёной земле, как было на гербе Ростовского полка 1730 года. Вслед за гербом был принят районный флаг, повторяющий его композицию.

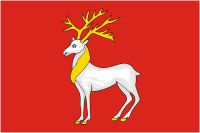
Флаг Ростова (с 2001 года)
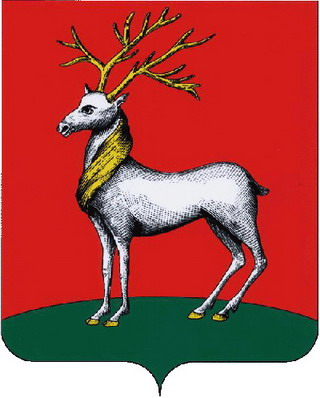
Герб Ростовского района (с 2006 года)
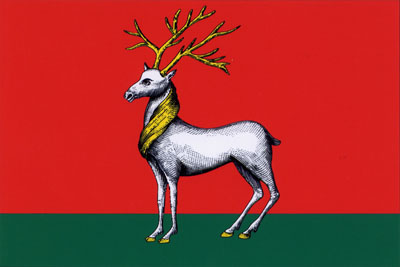
Флаг Ростовского района (с 2006 года)
Парадный герб Ярославской области (с 2011 года)[49]

Законом Ярославской области от 30 июня 2011 года была утверждена парадная версия областного герба, одним из щитодержателей которого стал ростовский олень. Авторы герба подчёркивают, что это олень не с городского герба, а с титульного герба княжества Ростовского, преемником которого может себя считать Ярославская область. Он отличается золотым обручем-ошейником, усыпанным драгоценными камнями — как на рисунке к закону 1857 года об утверждении титульных гербов.
Ростовская символика использована при создании герба и флага Тёмкинского района Смоленской области, административный центр которого был основан ростовским князем Иваном Ивановичем Тёмкой. Композиция на первой графической версии герба и флага, принятой 26 августа 2011 года, была практически идентична композиции с герба и флага Ростовского района, отличаясь лазоревым шарфом на шее, скреплённым золотой пряжкой. В современной версии герба и флага, утверждённой 27 апреля 2012 года, олень нарисован оригинально.

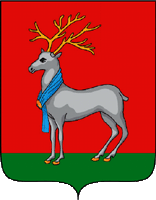
Герб Тёмкинского района (2011 год)
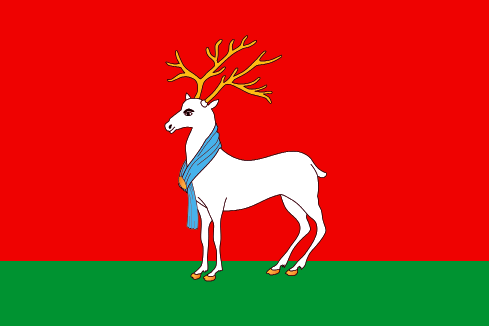
Флаг Тёмкинского района (2011 год)
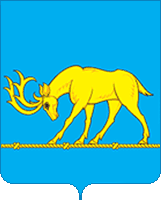
Герб Тёмкинского района (с 2012 года)
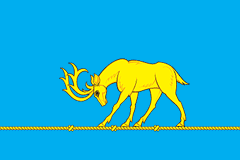
Флаг Тёмкинского района (с 2012 года)

## В городском пространстве
В 2013 году в Ростове в День города была открыта скульптура оленя «Благородный символ великого града» — всего третья скульптура в городе.